# Werner Rotsaert
Werner Rotsaert (* 15. Mai 1953 in Oostende) ist ein belgischer Basketballtrainer und ehemaliger -spieler.

## Werdegang
Rotsaert war belgischer Nationalspieler, 1972 und 1976 nahm er mit der Mannschaft an den Ausscheidungsrunden für die Olympischen Spiele teil. Er bestritt 50 Länderspiele. Seine Stärke war der Wurf. Auf Vereinsebene spielte er für Sunair Oostende und von 1975 bis 1984 bei Avanti Brügge. In drei Spielzeiten war Rotsaert bester Korbschütze der belgischen Liga. 2010 veröffentlichte er einen Film über die Vereinsgeschichte Sunair Oostendes zwischen 1970 und 1999.
Als Trainer betreute er die Damen des BBC Koksijde, mit denen er dreimal in Folge den belgischen Meistertitel errang. Er trainierte hernach von 1988 bis 1990 die Herren von Avanti Brügge, ab 1990 dann Maccabi Brüssel, nahm mit der Mannschaft 1990/91 am europäischen Vereinswettbewerb Korać-Cup teil.
1992 wechselte er als Trainer zum deutschen Zweitligisten Forbo Paderborn. Er führte die Mannschaft in die Spitzengruppe der 2. Basketball-Bundesliga, wurde mit ihr 1993 Vizemeister und 1994 Meister, wodurch der Aufstieg in die Basketball-Bundesliga gelang. Zu Rotsaerts Meisteraufgebot gehörten Spieler wie Douglas Spradley, Dirk Happe, Christian Mehrens, Peter Cole, Manfred Winter und Peter Truskowski. Rotsaert betreute die Ostwestfalen auch in der Bundesliga-Saison 1994/95. Trotz Neuzugängen wie Margus Metstak und Greg Trygstad wurde der Klassenerhalt verpasst, der Belgier schloss die Saison 94/95 mit Paderborn auf dem vorletzten Platz der Bundesliga-Nordstaffel ab, in der Relegationsrunde wurde der Klassenerhalt nicht geschafft. Höhepunkt des Bundesliga-Jahres für Rotsaert und seine Mannschaft war ein Überraschungserfolg gegen Alba Berlin im November 1994. Mit dem 88:78 gelang der erste Bundesliga-Heimsieg. Nach dem Abstieg endete Rotsaerts Amtszeit.
Er war ab 1995 bei SN Gent in seinem Heimatland als Trainer, danach ebenfalls in Belgien in Damme tätig. 1999 ging er nach Paderborn zurück, im Februar 2001 verließ der Belgier die Mannschaft, da die Paderborner in großen finanziellen Schwierigkeiten steckten.
Im Sommer 2001 trat er das Traineramt beim BC Estaimpuis an. Ende Oktober 2003 wurde er wieder Trainer beim Zweitligisten Damme. Er zog sich spätere in untere Spielklassen zurück, betreute die Mannschaft von TMCI Wevelgem. 2018 wurde Rotsaert Trainer an alter Wirkungsstätte, er kehrte zu Avanti Brügge zurück.
Sein Sohn Sam Rotsaert wurde ebenfalls Basketballtrainer.